# 窦莲魁
《竇蓮魁》是正在動映有限公司出品和製作的動畫影集，發音為台語發音。故事以日治時期1935年，昭和十年日治時期的台北，台灣第一個專業攝影教育養成基地，位於太平町的『亞圃廬寫場』(原『阿波羅寫場』)為原型開展。
文本中展現了日治時代大稻埕的變遷，對於台灣攝影、影視演劇等，都有一定質量的背景考究。再虛構一富家公子竇蓮魁，自純潔而墮落、毀滅又重生的經過，重新界說《格雷的畫像》在台灣社會的當代新詮釋與新意義。其前作為《美男子竇蓮魁》曾於2017年3月，在台北市藝文推廣處大稻埕戲苑演出。

## 登場人物
竇蓮魁
配音員：蘇冠霖，大稻埕紡織富商之孫，故事一開始因為老爺子過世，回台北繼承家業，那時蓮魁年方二十，是個青春正盛的絕美男子，一直到故事結束1965年，始終保持容顏不變。
蓮魁原本是一個純真、善良對這世界充滿好奇與憧憬的朗朗青年，可當他意識到自己的美貌原來是一種力量時，他的內心便開始墮落⋯⋯
白雲清
配音員：陳歆翰，眾人矚目的不僅是因為冷峻帥氣的外貌，更因為他是時下最燙手的攝影大師。生性孤傲，要求完美，過分地優雅而有禮讓人有冰冷的感覺，唯有在少數親近，像是同窗高騰、學長妙峰，以及一生摯愛的蓮魁面前，才會展露熱切的真性情。
林妙峰
配音員：鄭力榮，妙峰是富豪中的傳奇，是娛樂界的大亨，生性豪邁而霸氣，為達目的也是心狠手辣絕不手軟！留日時，對雲清與高騰多有照顧，三人為摯交好友。可自從認識蓮魁後，是毫不掩飾竭盡所能的只為得到蓮魁的愛。只是這份感情能得到回應嗎？
高騰
配音員：劉冠良，由於高、林兩家為世交，自幼就與林妙峰為莫逆，與白雲清是日本留學的同窗，三人情誼非常要好。雖然身為醫生，可生性世故滑頭，爽朗逗趣，與竇蓮魁可謂一見如故，好色無膽的他卻奉行及時行樂主義，是蓮魁一路陪伴的解語花，也是其傳奇一生的始末見證。
小姐與各位女士們
配音員：鄭云茜
1. ↑  GNN 記者 Akito 報導. . 巴哈姆特. 2021-09-07 18:19:15  [2021年9月8日]. （原始内容存档于2021-09-08） （中文（中国大陆））.
2. ↑  剧情君. . 奇摆摆. 2021年8月17日 10:46:57  [2021年9月8日]. （原始内容存档于2021年9月8日） （中文（中国大陆））.